# Krónikus mieloid leukémia
A krónikus mieloid leukémia (CML: chronicus myeloid leukaemia) vagy más néven krónikus mielogén leukémia a fehérvérsejtvérképzés mieloid vonalából kiinduló daganatos betegség, mely több éves krónikus betegséglefolyással, a tumoros mieloid előalakok felszaporodásával jár a csontvelőben és a vérben. Kezelés nélkül pár éves krónikus fázist követően a betegség átmegy nehezen kezelhető akut mieloid leukémiába, a túlélés ezt követően meglehetősen rövid. A betegek többsége tünetmentes a kórkép felismerésekor, a betegségre más okból végzett vérvétel kapcsán derül fény az emelkedett fehérvérsejtszám alapján. A további kivizsgálás része a csontvelő patológiai vizsgálata, melybe beletartozik a betegségre jellemző ún. Philadelphia-kromoszóma kimutatása is a tumorsejtekben genetikai vizsgálatokkal.
A CML-t sokáig klasszikus kemoterápiás szerekkel kezelték. A betegség kezelésében áttörést hozott a tirozin-kináz gátlószerek megjelenése, melyek első képviselője az imatinib volt 1998-ban. Az új terápiás lehetőségekkel a túlélés jelentősen megnőtt. Míg egy 2012-es tanulmányban az 1983 előtt a krónikus fázisban diagnosztizált betegek kevesebb mint 15 százaléka volt életben a diagnózist követő nyolcadik évben, addig ez az arány a 2001 után felismert betegek esetében már 87 százalék volt. A CML az esetek többségében sokáig gyógyíthatatlan betegségnek számított, az egyetlen beavatkozás, ami maradandó gyógyulást jelenthetett a beteg számára az allogén csontvelő átültetés volt. Az eddigi kutatások alapján lehetségesnek tűnik, hogy a tirozin-kináz gátlókkal is elérhető végleges gyógyulás, bár a részletek tisztázása további vizsgálatokat igényel.
A CML elsősorban az időskor betegsége, de ritkán gyerekekben is előfordul, összesített incidenciája 0,6-2/100.000 közötti, férfiakban valamivel gyakoribb.

## Epidemiológia
A CML az összes leukémiás megbetegedés kb. 15 százalékát teszi ki. Éves incidenciája 0,6-2/100.000 közötti, azonban a betegség elhúzódó jellegéből és a hatékony terápiás lehetőségekből adódóan a prevalenciája ennek a többszöröse. A betegség gyermekekben is előfordul, de ritkának számít, az összes gyermekkori leukémiás megbetegedés kevesebb, mint 5 százalékát képezi. A betegség előfordulása az életkor előrehaladtával emelkedik, a diagnóziskor a betegek átlagéletkora 64 év, de az esetek több mint a fele a 65 évnél idősebb korosztályban fordul elő. Nemek szerinti eloszlását tekintve férfiakban gyakoribb, az arány kb. 1,3:1.
A betegség kiváltó oka ismeretlen. Előfordulása a betegek rokonaiban nem gyakoribb, és a veleszületett genetikai hajlamot az egypetéjű ikreken végzett vizsgálatok sem támasztották alá. A kórkép nem társítható fertőzésekkel vagy vegyszerekkel sem. Ellenben az ionizáló sugárzásnak szerepet tulajdonítanak, mivel a Hirosima és Nagaszaki városokat ért atomtámadás túlélőiben gyakrabban fordult elő CML az átlagnépességhez képest.

## Genetikai háttere

A krónikus mieloid leukémiában kimutatható Philadelphia-kromoszóma keletkezését bemutató sémás ábra.

1960-ban két philadelphiai kutató, David Hungerford és Peter C. Nowell leközölt egy cikket, melyben arról írtak, hogy krónikus mieloid leukémiában szenvedő betegek tumorsejtjeit vizsgálva az egyik kromoszóma abnormálisan kicsi, melyet Philadelphia-kromoszómának neveztek el. Később a citogenetikai módszerek fejlődésével sikerült pontosan feltérképezni az eltérés okát. A genetikai hiba hátterében a 9-es és 22-es kromoszómák közötti reciprok transzlokáció áll, melynek során az említett kromoszómákról helyet cserél egy-egy génszakasz. A 9-es kromoszóma hosszú karján (9q34.12) kódolódó ABL normálisan egy sejtosztódást és sejtérést (differenciálódást) szabályozó, tirozin-kináz enzimaktivitással rendelkező fehérje. A transzlokáció eredményeként az ABL-t kódoló génszakasz a 22-es kromoszómán (22q11.23) található BCR (angolul:Breakpoint cluster region) génje mellé kerül, ahonnan a két szakasz egy fehérjetermékként íródik át, mely kóros tirozin-kináz aktivitással rendelkezik. A transzlokáció pontos jelölésére a t(9;22)(q34;11) írásmódot használják, vagy a keletkező fúziós gén után röviden BCR/ABL-nek nevezik. A Philadelphia-kromoszóma, melyet eredetileg a 60-as években leírtak, valójában a kicserélődés következtében csökkent méretű 22-es kromoszóma.
A BCR/ABL transzlokáció eredményeképpen többféle, különböző méretű fehérjetermék is képződhet, attól függően, hogy a BCR génből mekkora szakasz hasad ki. Az elnevezésük utal a fehérjék molekulatömegére, ezek közül főleg a p190, a p210 és a p230 gyakori. A p190 elsősorban ALL-ben fordul elő, a p210 inkább krónikus mieloid leukémiában, míg a p230 főleg a CML egy neutrofíliával jellemezhető variánsában (N-CML) van jelen.
A betegek kb. 90 százalékában klasszikus citogenetikai vizsgálattal is kimutatható a Philadelphia-kromoszóma, a maradék 10 százalékból további 5-ben pedig finomabb módszerekkel (pl. RT-PCR) igazolható a BCR/ABL fúziós gén jelenléte. A klinikailag CML-nek tűnő esetek 5 százalékában azonban nem mutatható ki semmilyen módszerrel a BCR/ABL transzlokáció, erre a csoportra Philadelphia-negatív CML-ként vagy újabban atípusos CML-ként (aCML) hivatkoznak, melyet azonban a klasszikus CML-el ellentétben a WHO a mielodiszpláziás/mieloproliferatív betegségek (MDS/MPD) közé sorol, ezzel is utalva arra, hogy ez a típus genetikailag és biológiai viselkedését tekintve is elkülönül a krónikus mieloid leukémiától.

## Stádiumbeosztás
A betegség kezelés nélkül is elhúzódó jellegű, melynek lefolyása során három fő fázis különíthető el, a krónikus, mely évekig tart és kevés tünettel jár, az ún. akcelerált fázis, ami a betegség súlyosbodását jelzi, és a blasztos fázis, ami gyakorlatilag egy másodlagosan kialakuló akut mieloid leukémiának felel meg. A három megegyezik a betegség stádiumbesorolásával is, az egyes fázisok kritériumait a WHO határozta meg, de más kritériumrendszerek is ismertek. Az esetek többségében a betegség a krónikus fázisban kerül felismerésre, a stádiumok előrehaladásával a kórkép a kezelésekkel szemben is egyre ellenállóbbá válik.
| A krónikus mieloid leukémia WHO szerinti stádiumbeosztása: | A krónikus mieloid leukémia WHO szerinti stádiumbeosztása: |
| Stádium                                                    | Kritérium |
| ---------------------------------------------------------- | --- |
| krónikus                                                   | Diagnosztizált CML, mely nem felel meg sem az akcelerált, sem a blasztos fázis kritériumainak |
| akcelerált                                                 | Az alábbiak közül legalább egy teljesül: - 10-19% éretlen blaszt a vérben vagy a csontvelőben - bazofil sejtek aránya > 20% - terápiához nem köthető trombocitopénia (vérlemezkeszám < 100.000 / μl) és/vagy kezelésre nem reagáló trombocitózis (vérlemezkeszám > 1000.000 / μl) - terápiára nem reagáló tartós lépmegnagyobbodás és emelkedő fehérvérsejtszám - klonális citogenetikai evolúció, vagyis olyan új citogenetikai eltérések megjelenése, melyek a diagnóziskor még nem voltak jelen |
| blasztos krízis                                            | Az alábbiak közül legalább egy teljesül: - blasztok aránya a vérben vagy a csontvelőben ≥ 20% - blasztok csontvelőn kívüli szaporodása - a csontvelőben a blasztok nagy csoportokat, ún. clustereket képeznek |

## Tünetek
Az esetek többségét a krónikus fázisban diagnosztizálják, az összes beteg kb. fele pedig teljesen tünetmentes a diagnózis felállításakor és más okból végzett vérvétel kapcsán derül ki a betegsége. A leggyakoribb panaszok a betegség eme stádiumában a vérszegénységből adódó fáradtság és gyengeség mellett az olyan általános tünetek, mint az étvágytalanság, fogyás. Gyakori jel a lép megnagyobbodása (szplenomegália), mely esetenként a has bal felső régiójára lokalizálódó fájdalommal járhat. Ritkán a máj is megnagyobbodik, azonban CML-ben a nyirokcsomók duzzanata nem szokott előfordulni. A fehérvérsejtszám a vérben emelkedett, ami a vér viszkozitásának növekedését okozhatja. Véralvadási zavarok is előfordulhatnak, a fokozott vérzékenység hátterében a trombociták csökkent működése, diszfunkciója állhat. A krónikus fázisban emelkedett lehet a vérlemezkék száma, ami a vér viszkozitás fokozódása mellett növeli a vénás trombózisok kialakulásának valószínűségét.
Az akcelerált fázisra a fenti tünetek súlyosbodása mellett új tünetként láz, éjszakai izzadás, csontfájdalmak és a súlyosbodó immunhiány következtében jelentkező ismétlődő fertőzések jellemzőek, míg a blasztos krízis tüneteit tekintve megegyezik az akut mieloid leukémiákban tapasztaltakkal.

## Diagnosztika

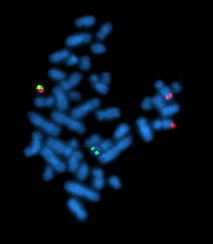
A BCR/ABL transzlokáció kimutatása FISH módszerrel. A piros, illetve zöld pöttyök a 9-es és a 22-es kromoszómák régióit jelölik, látható, hogy az egyik kromoszómán ezek egymás mellett helyezkednek el.

A krónikus mieloid leukémia diagnosztikájában alapvető jelentőségű a vérkép vizsgálata, mely során emelkedett fehérvérsejtszám észlelhető. A betegek 50-70 százalékában ez 10.000/μl feletti sejtszámot jelent. A sejtek többsége granulocita, illetve azok különböző fejlődési előalakjai. Egészséges egyénben az ún. jugend granulocitánál (metamielocita) éretlenebb alakok nincsenek jelen a vérben, azonban CML-ben a teljes érési sor megfigyelhető, amin belül kiemelt jelentőségű a legéretlenebb ún. mieloblasztok aránya, mely a betegség fázisainak megfelelően változik, előrehaladott stádiumban emelkedik a számuk. További gyakori vérkép eltérések az anémia, ami a betegek 20 százalékában van jelen, és a trombocitózis, ami a betegek harmadában mutatható ki. Esetenként előfordulhat a bazofil sejtszám emelkedése (bazofília) is.
Amennyiben a vérkép alapján felmerül a betegség gyanúja, csontvelő biopsziát végeznek, melyből szövettani vizsgálat történik. Emellett genetikai vizsgálatokra is szükség van a betegségre jellemző Philadelphia-kromoszóma kimutatására. Klasszikus kromoszómafestéssel is látható a kórosan kis méretű 22-es kromoszóma, de fluoreszcens in situ hibridizációval (FISH) vagy PCR-el is kimutatható, utóbbiak érzékenyebb vizsgálóeljárásoknak számítanak. A BCR/ABL transzlokáció kimutatása a WHO klasszifikáció alapján diagnosztikus kritériuma a betegségnek, hiányában az egyéb paraméterektől függően többnyire atípusos CML (aCML), krónikus neutrofil leukémia (CNL) vagy egyéb mieloproliferatív betegség diagnózisa születhet.
| Krónikus mieloproliferatív betegségek és Mielodiszpláziás/mieloproliferatív betegségek 2008-as WHO klasszifikációja: |
| Krónikus mieloproliferatív neopláziák (CMPN vagy CMPD)                                                               |
| --- |
| Krónikus mieloid leukémia (CML) Kritériuma: t(9;22)(q34;q11) pozitivitás                                             |
| Krónikus neutrofil leukémia (CNL)                                                                                    |
| Krónikus eozinofil leukémia (CEL)                                                                                    |
| Policitémia vera (PCV)                                                                                               |
| Esszenciális trombaszténia (ET)                                                                                      |
| Primer mielofibrózis (PMF)                                                                                           |
| Nem meghatározható mieloproliferatív betegség                                                                        |
| Mielodiszpláziás/mieloproliferatív neopláziák (MDS/MPN)                                                              |
| Krónikus mielomonocitás leukémia (CMML)                                                                              |
| Atípusos krónikus mieloid leukémia (aCML) Kritériuma: t(9;22)(q34;q11) negativitás                                   |
| Juvenilis mielomonocitás leukémia (JMML)                                                                             |

## Kezelése
A CML kezelése alapjaiban változott meg az elmúlt évtizedekben. Korábban a betegség kezelésére kemoterápiát (pl. citarabin, hidroxiurea) alkalmaztak, melyet interferon alfa adásával egészítettek ki, amivel a betegség lefolyását lassítani tudták, de gyógyulást nem értek el vele. Az arra alkalmas betegekben pedig allogén csontvelő átültetést végeztek, mivel ez utóbbival lehetőség volt a végleges gyógyulásra, viszont a beavatkozást csak kevés betegben lehetett elvégezni. A CML hátterében álló génhiba és az annak következtében kialakuló hibás jelátviteli utak pontosabb feltérképezése azonban lehetővé tette célzott molekuláris kezelések kifejlesztését, melynek első képviselője az imatinib volt. Az imatinib a korábbi kezelésekhez képest sokkal hatékonyabbnak bizonyult, és jelenleg a tirozin-kináz gátlók képezik a CML kezelésének alappilléreit.

### Terápiás válasz megítélése
A tiroin-kináz gátlók megjelenésével szükséges volt egy új kritériumrendszer bevezetése annak eldöntésére, mennyire reagál kedvezően a betegség a kezelésre, mivel ez alapvetően meghatározza a beteg várható prognózisát és a további kezelési menetet (Pl. a kezdeti terápiára nem megfelelően reagáló betegség esetén szert kell váltani). A terápiás választ három szinten vizsgálják, egyrészt nézik a vérképben bekövetkező kedvező változásokat (hematológiai válasz), a citogenetikai vizsgálatokkal kimutatható Philadelphia-kromoszóma pozitív sejtek arányát (citogenetikai válasz), és a molekuláris biológiai módszerekkel meghatározható BCR/ABL transzlokáció előfordulását (molekuláris válasz).
| A terápiás válasz részkritériumai: | A terápiás válasz részkritériumai: | A terápiás válasz részkritériumai: |
| Hematológiai válasz | Citogenetikai válasz | Molekuláris válasz |
| --- | --- | --- |
| Teljes hematológiai válasz, angolul Complete hematological response, CHR (mindegyik kritériumnak teljesülnie kell): - Fehérvérsejtszám < 10.000 / μl - Vérlemezkeszám < 450.000 / μl - Vérképben nincsenek éretlen előalakok (mielociták, promielociták, mieloblasztok), és a bazofil sejtek aránya < 5% - Nincs tapintható lépmegnagyobbodás | A Philadelphia-kromoszóma pozitív (Ph+) sejtek aránya alapján: - Teljes citogenetikai válasz: 0% - Részleges citogenetikai válasz: 1-35% - Csökkent (minor) citogenetikai válasz: 36-65% - Minimális citogenetikai válasz: 66-95% - Nincs citogenetikai válasz: ≥ 96% | - Teljes molekuláris válasz: BCR/ABL nem mutatható ki két egymást követő vizsgálattal sem - Jelentős (major) molekuláris válasz: BCR/ABL ≤ 0,10IS |

Az említett részkritériumok figyelembevételével a beteget a kezelés során időszakosan besorolják. Amennyiben a kezelési célkitűzések megvalósulnak, optimális terápiás válaszról, ha csak részben sikerül őket elérni, úgy szuboptimális válaszról, míg ha egyáltalán nem, akkor terápiás kudarcról beszélnek. Optimális válasznál a kezdeti kezelést folytatják, szubpotimális válasz vagy kudarc esetén vagy a kezdeti szer dózisát emelik, vagy váltanak másik gyógyszerre, esetleg allogén hematopoetikus őssejt átültetést (HSCT) végeznek.
| A terápiás válasz megítélése: | A terápiás válasz megítélése:                                 | A terápiás válasz megítélése:                                            | A terápiás válasz megítélése: |
| Eltelt idő (hónap)            | Optimális válasz                                              | Szuboptimális válasz                                                     | Terápiás kudarc |
| ----------------------------- | ------------------------------------------------------------- | ------------------------------------------------------------------------ | --- |
| 3                             | Teljes hematológiai válasz (CHR) és a Ph+ sejtek aránya ≤ 65% | CHR és a Ph+ sejtek aránya ≥ 96%                                         | Nincs teljes hematológiai válasz |
| 6                             | Ph+ sejtek aránya ≤ 35%                                       | Ph+ sejtek aránya > 36%                                                  | Nincs teljes hematológiai válasz és/vagy Ph+ sejtek aránya ≥ 96% |
| 12                            | Teljes citogenetikai válasz                                   | Ph+ sejtek aránya 1-35%                                                  | Ph+ sejtek aránya > 36% |
| 18                            | Major molekuláris válasz                                      | Nincs major molekuláris válasz                                           | Ph+ sejtek aránya ≥ 1% |
| 18 után bármikor              | Stabil vagy tovább javuló major molekuláris válasz            | Nincs major molekuláris válasz, vagy imatinib érzékeny mutáció van jelen | Az alábbiak közül bármelyik esetén: - Teljes hematológiai vagy citogenetikai válasz elvesztése - Új citogenetikai eltérések megjelenése (klonális evolúció) - Imatinib kezelésnek ellenálló mutációk megjelenése |

### Tirozin-kináz gátlók (TKI)
Az imatinib 1998-as megjelenése óta ezek a szerek képezik a CML terápiájának alapjait. Bár az eredmények kedvezőek voltak az imatinibbel, nem minden betegben érte el a kívánt hatást, illetve egyes betegekben nem tolerálható mellékhatásokat okozott. Mindez új, hasonló elven működő tirozin-kináz gátlószerek megjelenéséhez vezetett (pl. dasatinib, nilotinib). A 2014-es ajánlás alapján a három szer közül bármelyik választható elsővonalbeli kezelésként a beteg társbetegségeitől és a rendelkezésre álló anyagi kerettől függően.

#### Imatinib

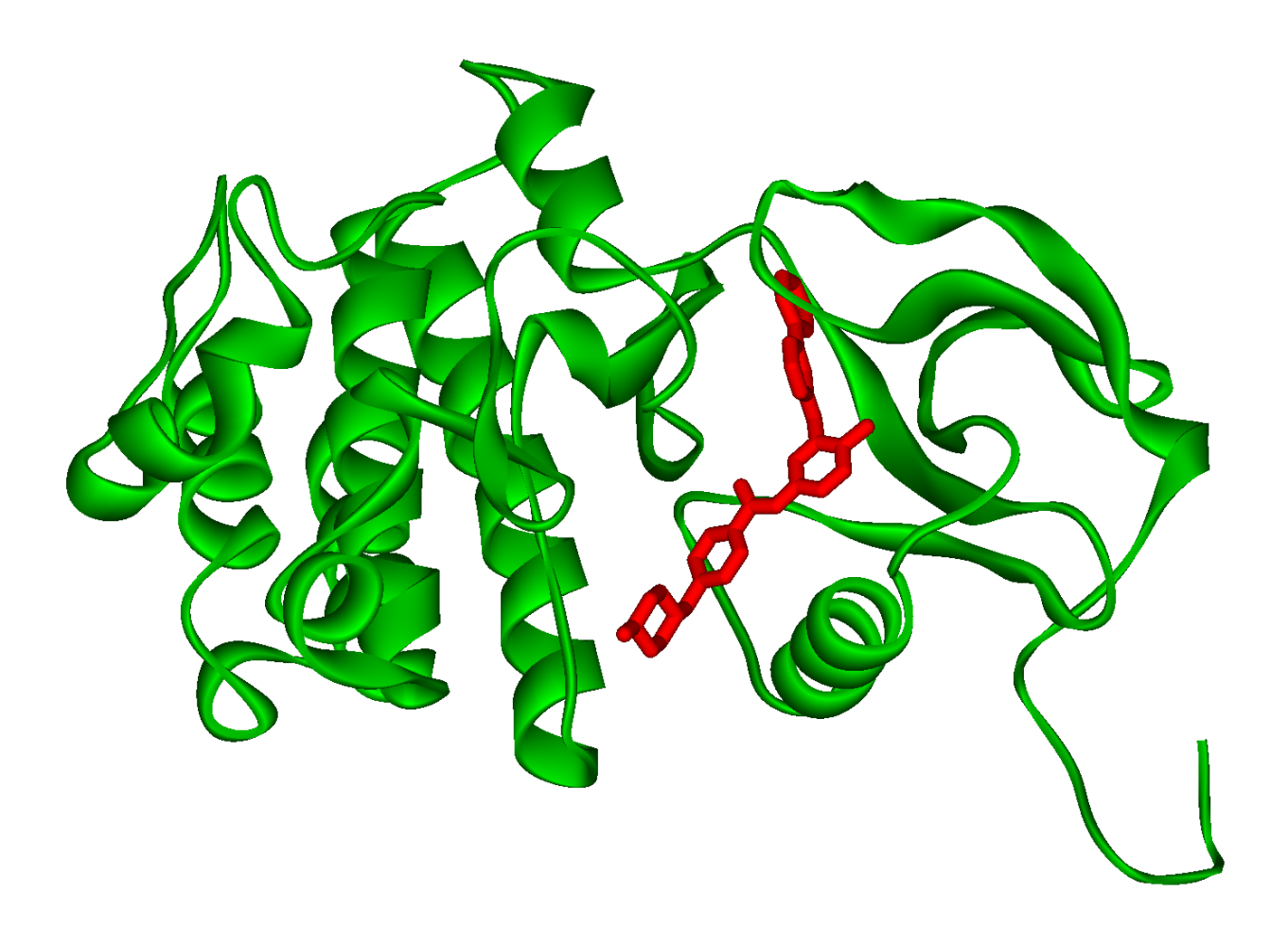
Az ábra az imatinib (piros) kötődését szemlélteti a kóros Bcr/Abl fúziós fehérjéhez (zöld).

Az imatinib-mezilát (forgalmazója a Novartis, gyári neve Gleevec®, Európában Glivec®, vizsgálati nevén STI-571) szelektíven hozzákötődik a Bcr/Abl fehérje tirozin-kináz aktivitással rendelkező régiójához, ezáltal meggátolja annak működését, ami a sejtek apoptózisát váltja ki. Szelektivitásának köszönhetően a kóros Bcr/Abl onkoproteint nem tartalmazó egészséges sejteket nem pusztítja el. A kezdeti vizsgálatokban, melyekben a korábbi interferon és kemoterápiás kezelésekkel hasonlították össze a napi 400 mg dózisú, szájon át szedett imatinib kezelést, utóbbi sokkal hatékonyabbnak bizonyult. A betegek 96 százalékában teljes hematológiai választ, 76 százalékában pedig teljes citogenetikai választ értek el 18 havi imatinib kezeléssel, míg a kemoterápiás kezelésekkel ugyanez 69, illetve 14,5 százalék volt. Az 5 éves vizsgálatok során azt találták, hogy akikben 12 hónapnyi kezelés után sikerült teljes citogenetikai választ elérni, azok 97 százalékában a betegség nem ment át akcelerált vagy blasztos fázisba, és az összesített 5 éves túlélés az imatinib mellett 89 százalék volt.
A betegek egy részében az imatinibbel nem érhető el a kívánt hatás, amit imatinib rezisztenciának neveznek. Ennek hátterében az esetek többségében olyan, a kináz domén szerkezetét érintő mutációk állnak, amik meggátolják az imatinib hozzákötődését a kóros Bcr/Abl fehérjéhez. Az imatinibre rezisztens betegek esetében a második generációs szerek hatékonyak lehetnek.

#### Dasatinib
A dasatinib (vizsgálati nevén BMS-354825) egy második generációs tirozin-kináz gátló, amit az imatinib kezelésre nem reagáló betegségek kezelésére fejlesztettek ki. A dasatinib az imatinibhez képest in vitro vizsgálatokban 350-szer erősebb tirozin-kináz gátló hatással rendelkezik. Egy 2010-es vizsgálatban, amiben a 100 mg dózisú dasatinib terápiát hasonlították össze a 400 mg-os imatinib kezeléssel krónikus fázisú CML-es betegek elsővonalbeli kezeléseként, előbbit hatékonyabbnak találták.

#### Nilotinib
A nilotinib (forgalmazója a Novartis, gyári neve Tasigna®, vizsgálati nevén AMN107) az imatinibbel szerkezetileg rokonságot mutató második generációs tirozin-kináz gátló, mely azonban in vitro az imatinibnél kb. 50-szer erősebb hatást fejt ki. Akárcsak a dasatinib esetében, a nilotinibet is összehasonlították az imatinibbel mint CML-ben elsődlegesen adandó gyógyszert, és szintén kedvezőbbnek találták.

#### TKI rezisztencia
A betegség során kialakulhatnak olyan mutációk, amik a Bcr/Abl fehérjét ellenállóvá teszik a szerekkel szemben (pl. meggátolják azok kötődését). Sok olyan mutációt azonosítottak, ami a különböző tirozin-kináz gátlókkal szembeni rezisztenciához vezet, ezek azonban egyetlen kivételtől eltekintve nem okoznak a három szer mindegyikével szembeni érzéketlenséget, így a megfelelő gyógyszer kiválasztásával kezelhetők a betegek. A mutációkat nem a tirozin-kináz gátló kezelés idézi elő, azok egyes tumorsejtekben már a kezelés megkezdése előtt is jelen vannak, de mivel a gyógyszer adása szelekciós nyomást gyakorol a daganatsejtekre, így azok fognak túlélni, amik a szerrel szemben rezisztenciát okozó mutációt hordozzák. Éppen ezért a 2011-es európai ajánlás szerint felesleges a diagnózissal egy időben vizsgálni az ilyen mutációk jelenlétét, a vizsgálat csak akkor indokolt, ha a betegség a kezelésekre nem reagál kellőképpen (terápiás kudarc vagy szuboptimális válasz esetén). Vizsgálóeljárásként a direkt DNS szekvenálást javasolják.
| Az Európai LeukemiaNet ajánlásai a leggyakoribb mutációk esetére: | Az Európai LeukemiaNet ajánlásai a leggyakoribb mutációk esetére:                                                     |
| Mutáció                                                           | Javaslat |
| ----------------------------------------------------------------- | --- |
| T315I                                                             | mindhárom TKI szerrel szembeni rezisztenciához vezet, allogén őssejt átültetés (HSCT) vagy kísérleti kezelés javasolt |
| V299L, T315A, F317L/V/I/C                                         | a nilotinib valószínűleg hatékonyabb, mint a dasatinib                                                                |
| Y253H, E255K/V, F359V/C/I                                         | a dasatinib valószínűleg hatékonyabb, mint a nilotinib                                                                |
| egyéb                                                             | a dasatinib és a nilotinib egyformán hatékony                                                                         |

### Őssejt átültetés
A egészséges donorból származó allogén hemopoetikus őssejt átültetés (angolul: hematopoietic stem cell transplantation, HSCT) a végleges gyógyulás esélyével kecsegtető beavatkozás, mely azonban megterhelő a betegeknek és nem elhanyagolható halálozással jár. A tirozin-kináz gátlók bevezetése óta a transzplantációk száma jelentősen csökkent, azonban jelenleg is van létjogosultsága az előrehaladott, akcelerált vagy blasztos fázisú betegség kezelésében, ahol a tirozin-kináz gátlók kevésbé hatékonyak. Amennyiben már a diagnózis felállításakor előrehaladott a betegség, a 2013-as európai ajánlás alapján a beteget tirozin-kináz gátló kezelésben részesítik, majd ezt követően hajtják végre a beavatkozást. A blasztos fázisban végzett átültetéssel a gyógyulási arány 15-40 százalék közötti, míg a tirozin-kináz gátlók mellett a várható átlagos túlélés 9-12 hónap. Ugyancsak transzplantáció javasolt akkor, ha a betegség nem reagál a tirozin-kináz gátló kezelésekre (pl. T315I mutáció esetén).

### Kemoterápia
Az interferon alfával kiegészített kemoterápia a tirozin-kináz gátlók megjelenésével háttérbe szorult, jelenleg csak az őssejt átültetés előtt használják a tumoros sejtszám csökkentésére. Kemoterápiás szerek közül a buszulfánt, hidroxiureát és a citarabint használják a CML kezelésére.

### Végleges gyógyulás

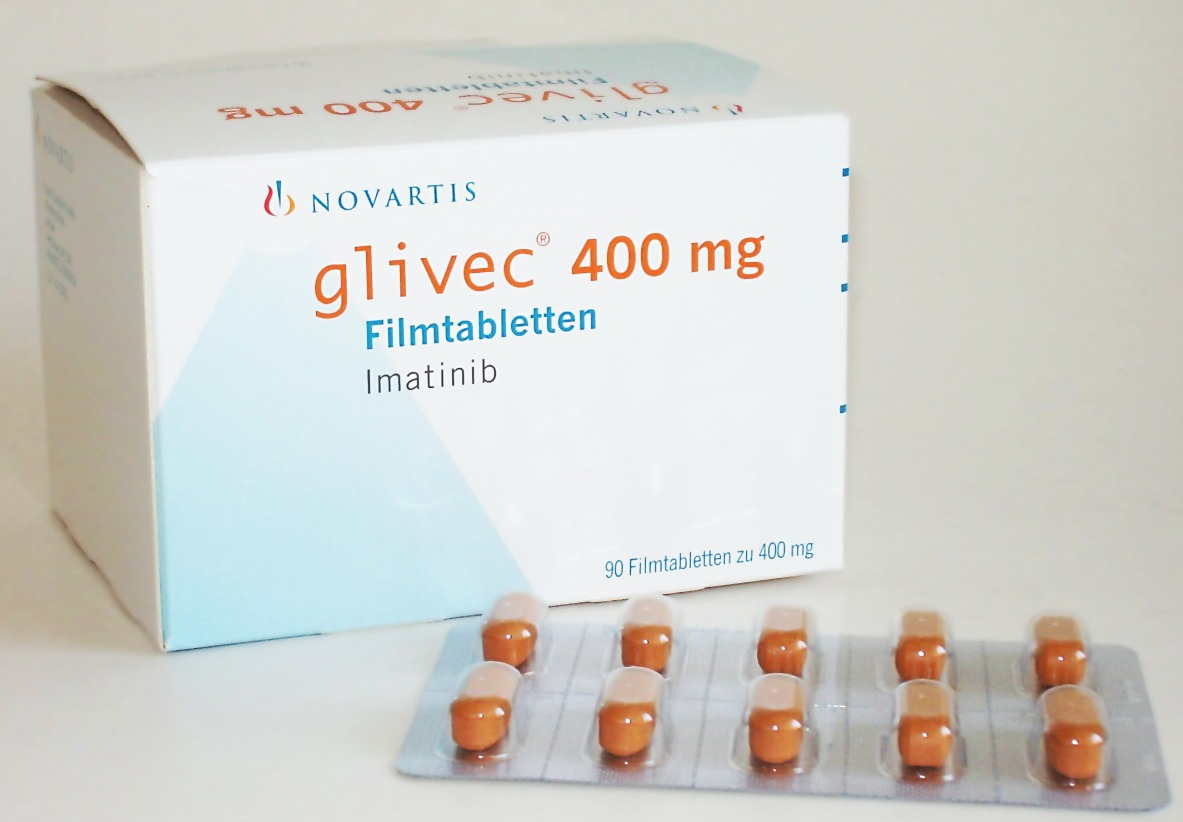
Az imatinib hatóanyagú Glivec^{®} 400 mg-os németországi kiszerelése.

A betegség sokáig csak az allogén őssejt átültetéssel volt véglegesen gyógyítható. A tirozin-kináz gátlók tartós szedése mellett a betegek gyakorlatilag tünet és panaszmentessé váltak, és a betegség látszólag eltűnt. A fő kérdés az lett, hogy akikben teljes molekuláris válasz alakult ki, azoknak szükséges-e életük végéig szedni a gyógyszert, vagyis kiújul-e a betegség a szer elhagyásával vagy nem. Az első nagyobb tanulmány, a STIM (angolul: Stop Imatinib Trial) 2010-ben jelent meg, ebben 100 betegben állították le az imatinib terápiát, közülük 69-ben 12 hónap elteltével RT-PCR-al keresték a betegség molekuláris jelének számító BCR/ABL jelenlétét. A 69 betegből 42-ben (61%) újult ki a betegség, többnyire a gyógyszer elhagyását követő 6 hónapon belül, azonban az imatinib újbóli adására ismételten jól reagált a betegségük. Mindenesetre a tanulmányban a betegeknek 41 százalék esélye volt arra, hogy a szer elhagyását követő 12 hónapig továbbra is negatívak maradjanak molekuláris vizsgálatokkal. 2013 novemberében jelentek meg a STIM2 vizsgálat előzetes eredményei, melyekben 124 betegből 48 esett vissza a kezelés megszüntetése után, de a szer újbóli adására a betegség ismét visszaszorult. A cikk szerzői szerint az imatinib biztonságosan leállítható azokban a betegekben, akikben imatinib kezeléssel legalább két éve stabilan fennálló ún. mély molekuláris válasz (angolul: deep molecular respone, DMR) van jelen. Az eredmények tehát kecsegtetőek, azonban a jelenlegi 2014-es ajánlás szerint a kezelést továbbra sem szabad megszüntetni, kivéve a terápia leállítását vizsgáló tanulmányokba külön bevont betegeket.

## Prognózis
A betegség várható kimenetele a tirozin-kináz gátló gyógyszerek kifejlesztésével jelentősen megváltozott. Ezt egy 2011-es tanulmány eredményei is alátámasztják, ahol 832 beteg adatait vizsgálva azt találták, hogy akikben sikerült imatinibbel legalább 2 éven át fennálló teljes citogenetikai választ elérni, azok körében a halálozás nem különbözött a normál átlagnépességben tapasztalttal. Az összesített 8 éves túlélés az új szerek mellett 90 százalék körüli.
A betegek várható prognózisa már a kezelés megkezdése előtt is megbecsülhető. Erre két külön kidolgozott pontrendszert alkalmaznak, az 1984-es Sokal-féle, illetve az 1998-as Hasford-féle pontozást.

## Története

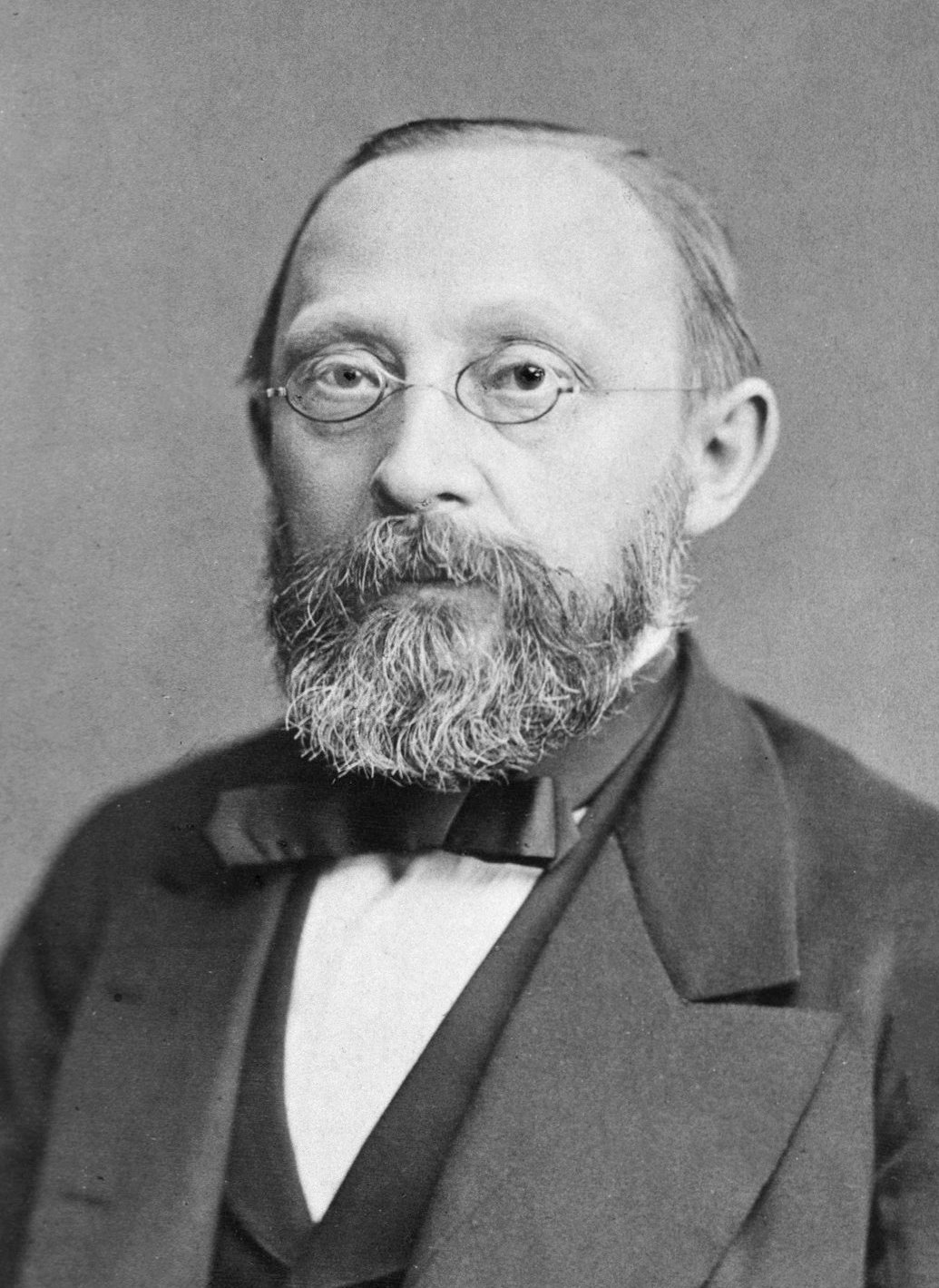
Rudolf Virchow, aki a betegség számos jellemzőjét leírta.

A betegség első leírása 1845-ből származik, amikor egy edinburghi patológus, John Hughes Bennett leközölt egy lép- és májmegnagyobbodással járó esetet, ahol a vérben, ami ránézésre gennyre emlékeztette, nagy számú fehérvérsejtet talált. Ekkor még nem festették a vérkeneteket, így a vörösvérsejtek mellett előforduló többi sejtet egyszerűen színtelen sejteknek hívták. Bennett a betegséget leukocitémiának nevezte, utalva a vér magas fehérvérsejt tartalmára. Alig pár héttel később a híres német patológus, Rudolf Virchow Berlinben hasonló esetről számolt be, és 1847-ben elsőként használta a betegség leírására a leukémia kifejezést. Bennett a betegséget fertőzéses eredetűnek tartotta, Virchow 1856-ban megjelent közleményében azonban elutasította a kórkép fertőzéses eredetét. Leírta a betegség progresszív jellegét, és feltételezte, hogy a kórkép a fehérvérsejtek képzésének zavarával állhat összefüggésben, ezenkívül a krónikus leukémiát két csoportra osztotta, a limfatikus és a szplenikus formára. 1870-ben Enst Neumann cikkében arról írt, hogy leukémiában sárgásan-fehéresen elszíneződik a csontvelő, amiből azt feltételezte, hogy a csontvelő fontos szerepet játszhat a betegség kialakulásában, illetve később a Virchow által elkülönített formák mellett bevezette a mielogén leukémia fogalmát is. A vérkenetek festési eljárásainak megjelenését követően felismerték, hogy a szplenikus és a mielogén leukémia hasonló, a limfatikustól eltérő vérképeltérésekkel jár. Ezzel megszületett a leukémiák négy fő csoportja, időbeli lefolyásuk alapján beszéltek akut és krónikus leukémiáról, sejtes összetétel alapján pedig limfoidról és mieloidról. Bár a blasztos krízis kifejezést ekkor még nem használták, már az 1930-as években világossá vált, hogy a mieloblasztok tömeges megjelenése CML-ben a betegség súlyosbodásának egyértelmű jele.
A következő nagy előrelépés a betegség genetikai hátterének felismerése volt. 1960-ban írták le a híressé vált Philadelphia-kromoszómát, ezzel a CML lett az első olyan daganatos betegség, amiben jól definiálható citogenetikai eltérést sikerült azonosítani. 1973-ban az amerikai Janet Rowley kimutatta, hogy az eltérés hátterében a 9-es és a 22-es kromoszómák génszakaszainak kicserélődése áll, később pedig pontosan feltérképezték az érintett géneket is. A génhiba következtében létrejött Bcr/Abl fúziós tirozin-kináz ellen 1998-ban kifejlesztették az imatinibet, ami szelektíven képes volt blokkolni az enzimet, ezzel a CML volt az első betegség, mely ellen célzott molekuláris kezelést sikerült bevezetni, ami új irányt adott a daganatellenes szerek fejlesztésének.

## Ajánlott irodalom, külső linkek
- (en) Swerdlow S.H., Campo E., Harris N.L., Jaffe E.S., Pileri S.A., Stein H., Thiele J., Vardiman J.W. (szerk.): WHO Classification of Tumours of Haematopoietic and Lymphoid Tissues (Fourth Edition), International Agency for Research on Cancer, 2008. Lyon, ISBN 978-92-832-2431-0
- A Magyar Hematológiai és Transzfúziológiai Társaság honlapja
- A Magyar Onkohematológiai Betegekért Alapítvány hivatalos honlapja
- A European LeukemiaNet honlapja (angol)
- European LeukemiaNet: Sokal és Hasford rizikóbecslő kalkulátor (angol)